# 巴勒迪克
巴勒迪克（法語：Bar-le-Duc，法語發音：[baʁ lə dyk] ⓘ），法国东部城市，大东部大区默兹省的一个市镇，也是该省的省会和人口第二多的城市，下辖巴勒迪克区，其市镇面积为23.6平方公里，2022年1月1日的人口数量为14,615人。巴勒迪克位于默兹省西南部，是这一地区的政治文化中心，巴黎－斯特拉斯堡铁路经过境内并设有车站。
巴勒迪克是法国历史文化名城，历史上为巴鲁瓦地区的行政中心，自法国大革命至今一直为默兹省的省会。由于缺乏生产资源和必要的政策，默兹省人口自19世纪末以来持续外流，已成为法国本土人口密度最低的省份之一，巴勒迪克也成为了大东部大区内人口最少的省会城市和法国为数不多的人口数量未排在全省第一的省会城市之一。

## 地名来源
“巴勒迪克”一名来源于巴尔公国，“le-Duc”的后缀是为了区分奥布河畔巴尔，并突出巴勒迪克的行政地位。

## 历史

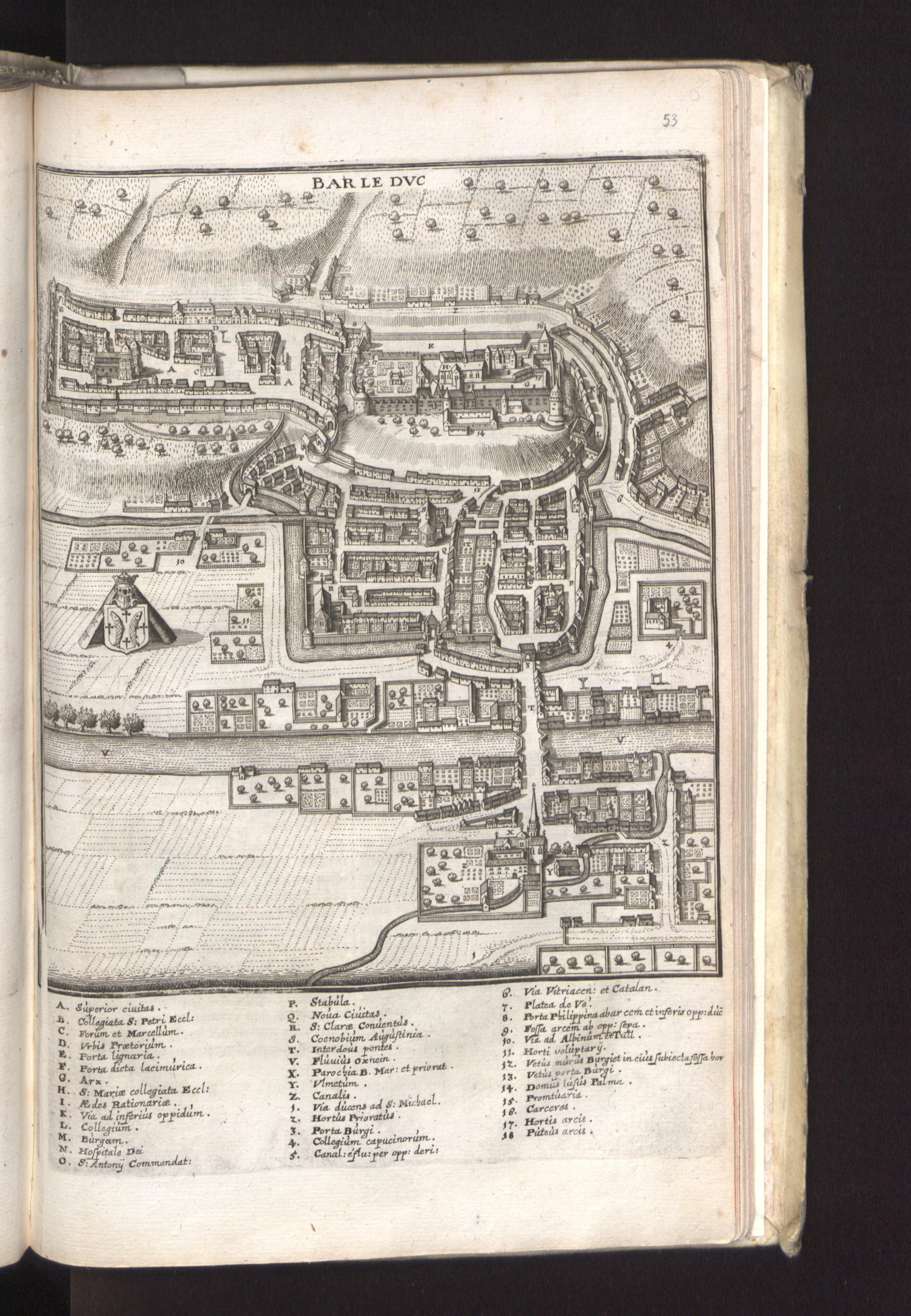
中世纪末的巴勒迪克城

巴勒迪克在罗马-高卢时期就已出现人类活动，其附近为勒克人活动区域。勒克人最初在奥尔南河畔建立了一处驿站，名为卡蒂里日（Caturiges）；到公元1世纪时，罗马人入侵此地，并通过卡蒂里日修建了连接兰斯与梅斯之间的道路，卡蒂里日逐渐扩大，形成城镇。
此后，卡蒂里日所在的巴鲁瓦地区时常受到蛮族（Barbares）的骚扰，由于卡蒂里日的地理位置相对较为闭塞，故而吸引了这一地区居民的驻扎，公元4世纪时，卡蒂里斯逐渐改称“巴鲁瓦之城”（Barrivilla），并成为巴鲁瓦地区的首府。
公元950年，洛林的弗雷德里克一世创建了巴尔伯国（Comte de Bar），并成为首个伯爵。1354年，查理四世将巴尔伯国升级为公国（Duché）。1766年，随着斯坦尼斯瓦夫一世的逝世，巴尔公国被整体并入法兰西王国。
1790年，巴勒迪克及相邻的部分地区组成默兹省，巴勒迪克成为省会并保持至今。
1851年，经过巴勒迪克的巴黎－斯特拉斯堡铁路建成通车。1870年，随着普法战争法国的失败，巴勒迪克以东的阿尔萨斯-洛林地区被德国占领，巴勒迪克也被普鲁士军队占领至1873年。第一次世界大战期间，巴勒迪克所在的默兹河地区成为了重要战场，在凡尔登战役中，巴勒迪克成为了补给前线的最重要大后方，连接巴勒迪克和凡尔登之间的道路被称为“圣道”。

## 地理

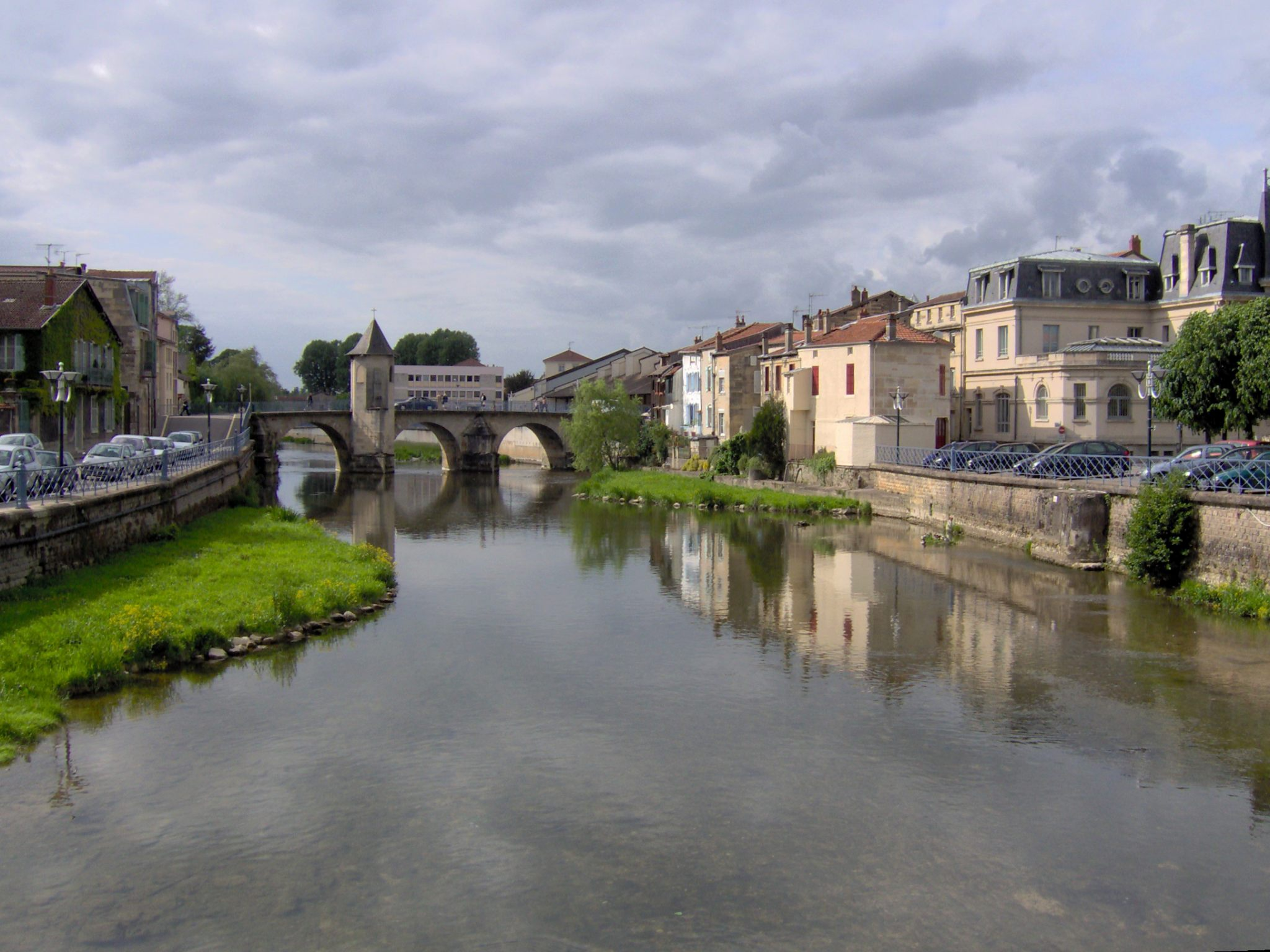
奧爾南河巴勒迪克段

巴勒迪克位于法国东北部，大东部大区的中部偏西和默兹省的西南部，距离大区首府斯特拉斯堡大约240公里，距离法国首都巴黎大约236公里。与巴勒迪克接壤的市镇包括：伯奥讷、巴鲁瓦地区孔布勒、凡-韦勒、巴鲁瓦地区隆日维尔、蒙普洛讷、奈沃-罗西耶尔、雷松、萨沃尼耶尔-德旺巴尔。

### 地形
巴勒迪克位于奥尔南河谷之中，地形自河面向两侧抬升，巴勒迪克市区的海拔在175至327米之间，平均海拔约240、175、327、256米。

### 水文
巴勒迪克属于法国五大流域之一的塞纳河流域，其二级支流奥尔南河自东南向西北流经巴勒迪克市区。

### 气候
巴勒迪克属于带有大陆性特征的温带海洋性气候，年温差小，降水均匀，偶尔有极端天气发生。
距离巴勒迪克最近的气象站位于圣迪济耶境内，距离巴勒迪克西南大约30公里，当地气候条件和巴勒迪克基本相似。以下为该气象站的数据：
| 圣迪济耶1981–2010年数据 | 圣迪济耶1981–2010年数据 | 圣迪济耶1981–2010年数据 | 圣迪济耶1981–2010年数据 | 圣迪济耶1981–2010年数据 | 圣迪济耶1981–2010年数据 | 圣迪济耶1981–2010年数据 | 圣迪济耶1981–2010年数据 | 圣迪济耶1981–2010年数据 | 圣迪济耶1981–2010年数据 | 圣迪济耶1981–2010年数据 | 圣迪济耶1981–2010年数据 | 圣迪济耶1981–2010年数据 | 圣迪济耶1981–2010年数据 |
| 月份                    | 1月                     | 2月                     | 3月                     | 4月                     | 5月                     | 6月                     | 7月                     | 8月                     | 9月                     | 10月                    | 11月                    | 12月                    | 全年                    |
| ----------------------- | ----------------------- | ----------------------- | ----------------------- | ----------------------- | ----------------------- | ----------------------- | ----------------------- | ----------------------- | ----------------------- | ----------------------- | ----------------------- | ----------------------- | ----------------------- |
| 历史最高温 °C（°F）     | 17.7 (63.9)             | 22.6 (72.7)             | 25.2 (77.4)             | 29.4 (84.9)             | 33.1 (91.6)             | 38.1 (100.6)            | 41.4 (106.5)            | 40.4 (104.7)            | 33.7 (92.7)             | 29.2 (84.6)             | 23.4 (74.1)             | 18.6 (65.5)             | 41.4 (106.5)            |
| 平均高温 °C（°F）       | 6.1 (43.0)              | 7.6 (45.7)              | 11.7 (53.1)             | 15.4 (59.7)             | 19.7 (67.5)             | 22.8 (73.0)             | 25.5 (77.9)             | 25.1 (77.2)             | 20.8 (69.4)             | 16 (61)                 | 10 (50)                 | 6.6 (43.9)              | 15.6 (60.1)             |
| 日均气温 °C（°F）       | 3.2 (37.8)              | 3.9 (39.0)              | 7.3 (45.1)              | 10.2 (50.4)             | 14.4 (57.9)             | 17.4 (63.3)             | 19.8 (67.6)             | 19.4 (66.9)             | 15.7 (60.3)             | 11.9 (53.4)             | 6.8 (44.2)              | 3.9 (39.0)              | 11.2 (52.2)             |
| 平均低温 °C（°F）       | 0.3 (32.5)              | 0.3 (32.5)              | 2.8 (37.0)              | 4.9 (40.8)              | 9.1 (48.4)              | 12 (54)                 | 14.1 (57.4)             | 13.7 (56.7)             | 10.6 (51.1)             | 7.7 (45.9)              | 3.6 (38.5)              | 1.3 (34.3)              | 6.7 (44.1)              |
| 历史最低温 °C（°F）     | −20.5 (−4.9)            | −22.5 (−8.5)            | −13.6 (7.5)             | −6 (21)                 | −3 (27)                 | 1.3 (34.3)              | 0 (32)                  | 0 (32)                  | 0.2 (32.4)              | −5.1 (22.8)             | −11.7 (10.9)            | −17.3 (0.9)             | −22.5 (−8.5)            |
| 平均降水量 mm（）       | 71.8 (2.83)             | 60.5 (2.38)             | 66.2 (2.61)             | 60.2 (2.37)             | 72.4 (2.85)             | 65.9 (2.59)             | 70.4 (2.77)             | 68.8 (2.71)             | 74.2 (2.92)             | 78.6 (3.09)             | 69.5 (2.74)             | 85.2 (3.35)             | 843.7 (33.22)           |
| 月均日照時數            | 66.4                    | 80.3                    | 136.8                   | 174.2                   | 210.7                   | 220                     | 228                     | 220.5                   | 166.3                   | 117.7                   | 58.4                    | 47.6                    | 1,726.9                 |
| 来源：Infoclimat        |                         |                         |                         |                         |                         |                         |                         |                         |                         |                         |                         |                         |                         |

## 行政区划

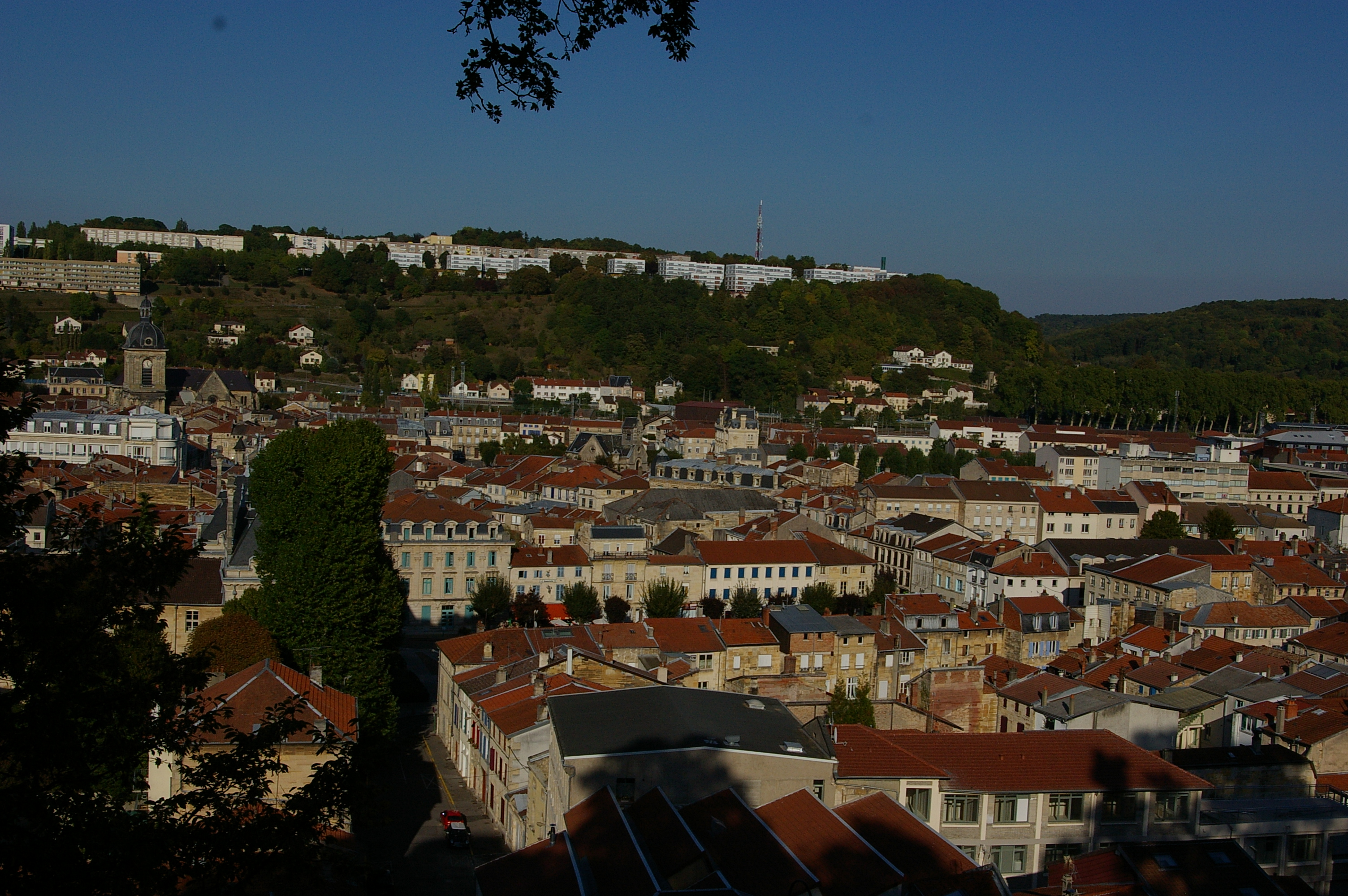
鸟瞰巴勒迪克城

巴勒迪克是法国大东部大区默兹省的一个市镇，编号为55029，它也是默兹省的省会。巴勒迪克下辖巴勒迪克区，管理巴勒迪克第一县和第二县，同时也是巴勒迪克-南默兹城市圈公共社区的办公驻地。
根据地貌特征，巴勒迪克大致分为了“上城”（Ville haute）和“下城”（Ville basse）两部分。
法国国家统计与经济研究所（INSEE）在进行数据统计时，将巴勒迪克分为了6个"块区"（IRIS）。

## 交通

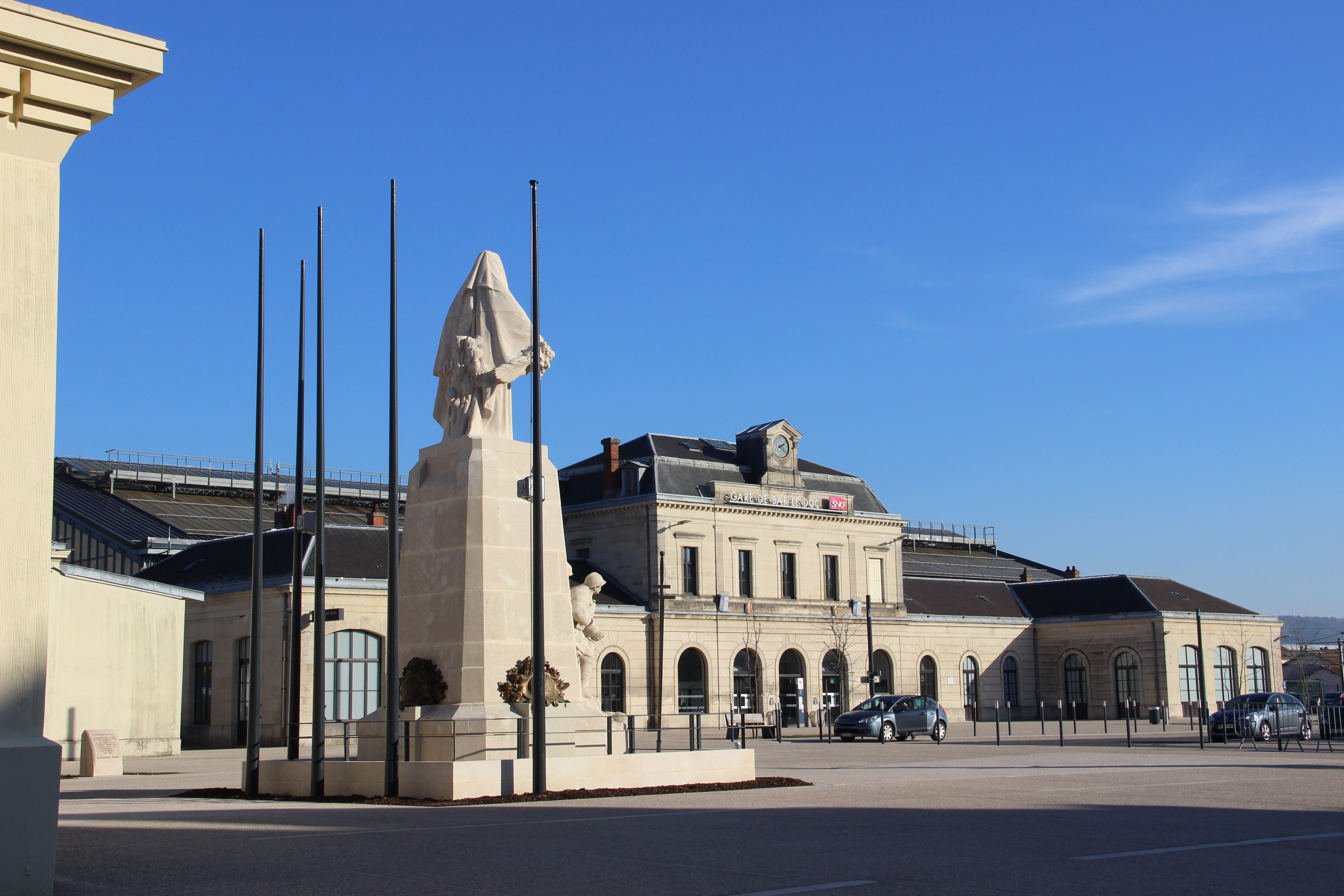
巴勒迪克火车站

### 公路
法国国道N135线从巴勒迪克出发，向东南连接巴鲁瓦地区利尼，并与法国国道N4线相通。此外，默兹省省道D1线、D116线、D146线、D152线、D635线、D694线、D994线和D1916线等也在境内交汇。
默兹省城际客运巴士开行前往凡尔登、贡德勒库尔堡和圣迪济耶的常规汽车线路，以及连接周边主要市镇的校车线路。
2017年，60.8%的巴勒迪克家庭拥有至少一辆的私人汽车。2018年，巴勒迪克境内共发生各类交通事故7起，造成1人遇难，6人受伤。

### 铁路
巴勒迪克位于巴黎－斯特拉斯堡铁路线上，巴勒迪克火车站每天开行前往巴黎、南锡和梅斯三个方向区域列车，部分车次可延伸至兰斯或斯特拉斯堡。巴勒迪克站每天还开行2趟直达巴黎的TGV列车，途径维特里-勒弗朗索瓦、香槟沙隆和香槟-阿登高铁站，全程运行时间在一个半小时左右。

### 航空
巴勒迪克境内没有任何航空设施。距离巴勒迪克最近的民用航空机场为沙隆机场，距离巴勒迪克大约80公里。

### 城市公共交通
巴勒迪克城市公共交通下属4条常规公交线路，其中1路连接巴勒迪克市区和巴鲁瓦地区利尼，是一条城际公交线路。此外，巴勒迪克市政府还提供市区范围内的公共自行车租赁服务。

## 政治

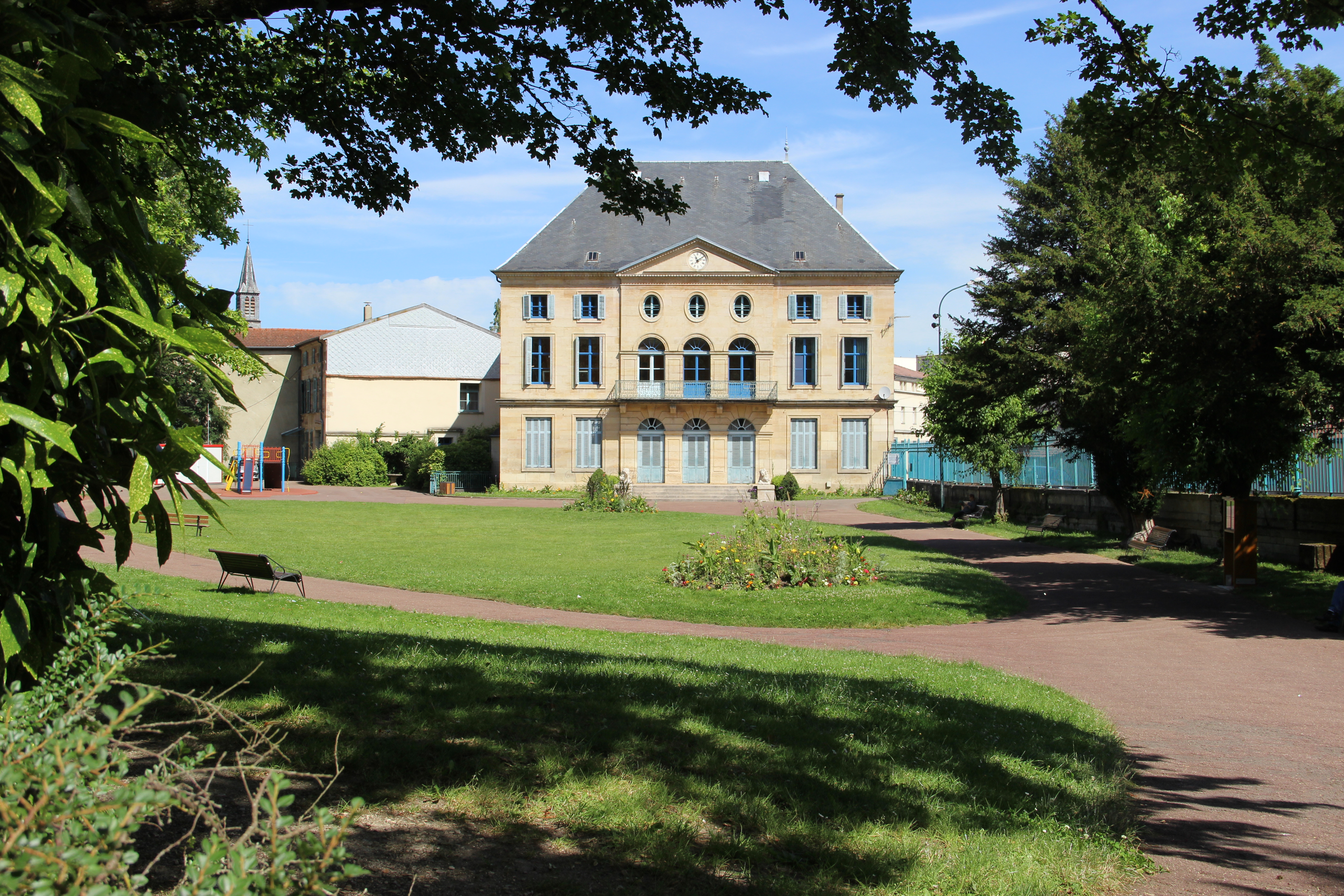
巴勒迪克市政厅

巴勒迪克的现任马蒂娜·若利女士（Martine Joly），自2017年起担任，是社会的一名成员，在2020年的市政选举中获得了的38.45%支持率。
| 巴勒迪克历届市长 |                 |                           |
| 任期             | 市长            | 党派                      |
| 1944年－1947年   | 让·热康         | 不详                      |
| 1947年－1949年   | 乔治·加莱       | 不详                      |
| 1949年－1953年   | 让·热康         | 不详                      |
| 1953年－1959年   | 让·科洛         | 不详                      |
| 1959年－1970年   | 皮埃尔·马里齐耶 | DVD右翼无党派人士         |
| 1970年－1995年   | 让·贝尔纳       | PS社会党                  |
| 1995年－2001年   | 贝特朗·庞谢尔   | UDF法国民主联盟           |
| 2001年－2008年   | 马蒂娜·于罗     | UMP人民运动联盟           |
| 2008年－2014年   | 内莉·雅凯       | PS社会党                  |
| 2014年－2017年   | 贝特朗·庞谢尔   | UDI民主人士和独立人士联盟 |
| 2017年－         | 马蒂娜·若利     | UDI民主人士和独立人士联盟 |

在2017年的法国总统大选的第一轮和第二轮选举当中，法国现任总统马克龙在巴勒迪克分别获得25.03%和66.72%的支持率，均居所有候选人首位。

## 经济
巴勒迪克是一个区域性的中心城市，当地共有各类用人单位1,995家，平均历史为20年，行政、医疗及社会服务是当地的主要就业岗位类型。

### 财政
2018年，巴勒迪克的财政收入总额为15,903,000欧元，财政支出总额为13,293,100欧元，当年的债务总额为6,287,320欧元。

### 收入
2014年，巴勒迪克的人均收入总额为2,477欧元，其中高职人员为4,089欧元，低于法国平均水平（4,141欧元）；普通工人为1,842欧元，高于法国平均水平（1,637欧元）。
2017年，巴勒迪克境内的青壮年（15至64岁）失业率为16.6%，当地40.8%的家庭拥有纳税资格。

## 人口
2017年，巴勒迪克市镇人口数量为14,985，在法国排名第638位。其中男性7,048人，女性7,937人，75岁及以上人口占9.6%，外籍人口数量为4,193人，人口密度为634人/平方公里，当地男性居民被称为或，女性居民则被称为或。2018年，巴勒迪克境内出生120人，死亡人口213人。
| 年份   | 1936   | 1946   | 1954   | 1962   | 1968   | 1975   | 1982   | 1990   | 1999   | 2006   | 2011   | 2016   | 2017   |
| ------ | ------ | ------ | ------ | ------ | ------ | ------ | ------ | ------ | ------ | ------ | ------ | ------ | ------ |
| 人口數 | 16,697 | 15,460 | 16,609 | 18,346 | 19,159 | 19,288 | 18,471 | 17,545 | 16,944 | 16,041 | 15,895 | 15,221 | 14,985 |

## 社会事务

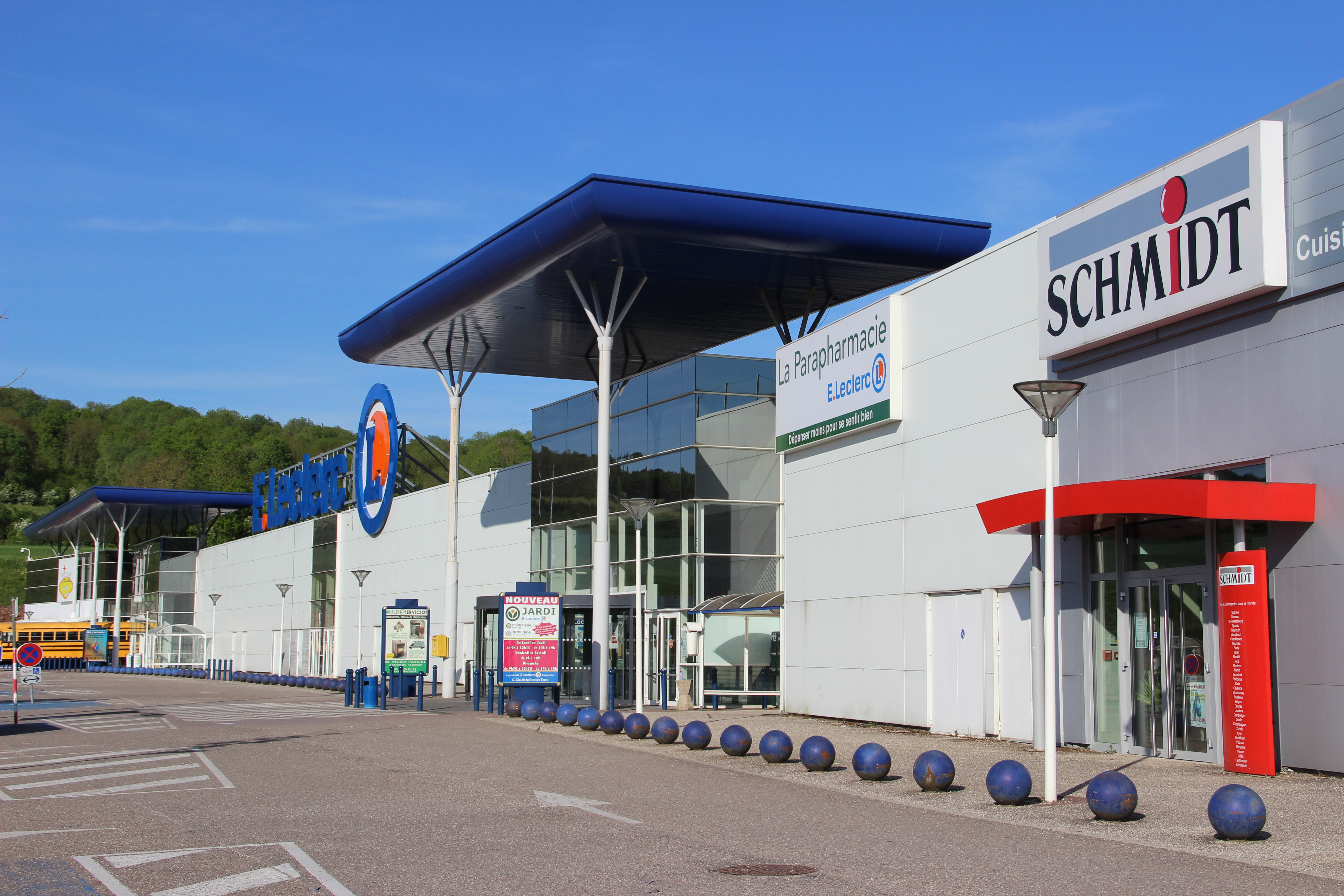
巴勒迪克的一处大型商场

### 教育
巴勒迪克属于南锡-梅斯学区。截止2019年1月1日，巴勒迪克境内共有3所幼儿园、6所小学、4所初级中学、2所普通高中、1所农业高中和2所职业高中。2018至2019学年度，巴勒迪克境内共有在校中小学生2,878名。
在高等教育方面，巴勒迪克境内有一所师范学校和一所卫生学校。

### 医疗
截止2019年1月1日，巴勒迪克境内共有全科医生14名、保健师12名、牙医16名、护士18名、耳科医生3名、眼科医生2名、皮肤科医生2名、助产士2名、儿科医生2名和妇科医生2名。境内共有药房9家、养老院5家、残疾人帮扶中心4家。
巴勒迪克中心医院（Hospital Center de Bar-Le-Duc）位于巴勒迪克市区北部，是巴勒迪克最大的综合性医疗机构。
此外，巴勒迪克境内还有1家私人医院和1处养老院。

### 住房
2015年，巴勒迪克境内共各类居民住房9,319处，比上一年减少了35处。其中84%为常住居民住房。自2015年起，巴勒迪克所处的巴勒迪克-南默兹城市圈公共社区开始实施旧房改造补助项目，旨在提升当地居民住房质量。

### 商业
2018年，巴勒迪克境内共有各类商铺827家，其中餐饮服务类387家。市区南北两侧均建有大型开放式商业街区。

### 体育
2019年，巴勒迪克境内共有1家游泳池、9间健身房、3座综合体育场、8处网球场、5处足球或橄榄球场以及3处篮球或排球场。
巴勒迪克足球俱乐部（Bar-le-Duc FC，简称）是当地的一支足球队，2020至2021赛季参加大东部大区足球联赛。

### 环境
巴勒迪克的环境事务由其所属的公共社区负责。2018年，巴勒迪克境内共有1家污染企业。

### 治安
2014年，巴勒迪克及附近地区共发生各类案件1,088起，其中盗窃类案件544起，经济类案件120起，毒品交易类案件160起。

## 文化
2019年，巴勒迪克境内共有1家剧场、1家电影院、1家博物馆和1家音乐厅。巴勒迪克市政府提供多媒体中心，向公众全年开放。

### 旅游

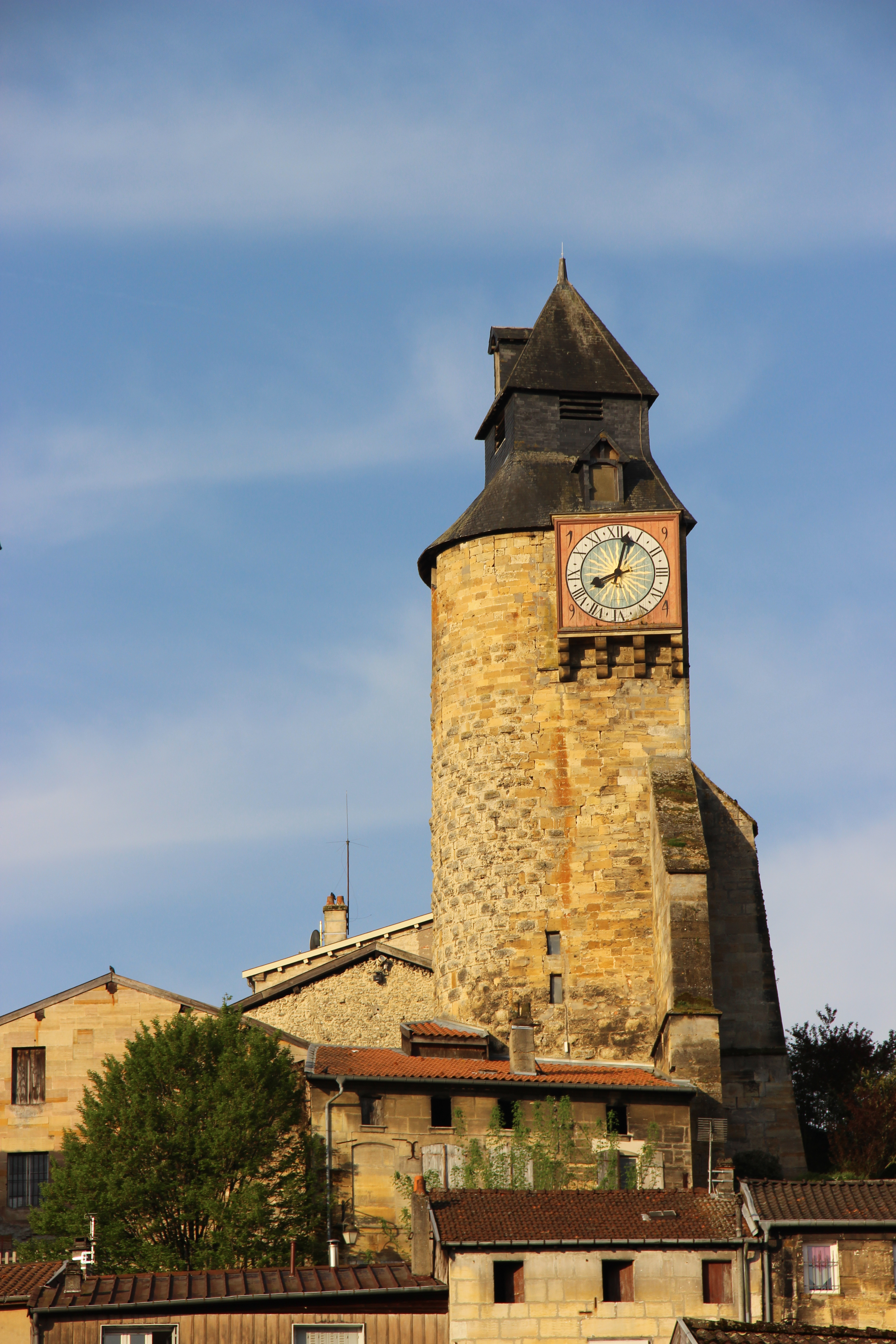
钟楼塔

巴勒迪克境内的旅游景点以历史古迹为主，其中宗教类的建筑主要包括圣艾蒂安教堂和圣母教堂；历史类的建筑包括巴尔公爵城堡和巴勒迪克钟楼塔等。
巴勒迪克的旅游事务由其所属的公共社区负责。2020年，巴勒迪克境内设有1处旅游接待中心（Office de Tourisme），共有3家宾馆共计126间房间，另有1个露营地，可容纳共25辆露营车。

### 活动
文艺复兴节创建于1996年，是巴勒迪克的一个地方性狂欢节。

## 友好城市
截至2020年9月，巴勒迪克共与两座城市互为友好城市关系：
- 德国 格里斯海姆
- 德国 维尔考-哈斯劳